# Pisciforma
Sous-ordre
Les Pisciforma sont un sous-ordre d'insectes de l'ordre des éphéméroptères.

## Systématique
Le sous-ordre des Pisciforma a été créé en 1991 par l'entomologiste américain William Patrick McCafferty (d) (1945-).

## Liste des familles
Selon BioLib (5 mars 2022) :
- famille des Acanthametropodidae
- famille des Ameletidae
- famille des Ametropodidae Bengtsson, 1913
- famille des Baetidae Leach, 1815
- famille des Rallidentidae Penniket, 1966
- famille des Siphlaenigmatidae Penniket, 1962
- famille des Siphlonuridae

## Publication originale
- (en) W. P. McCafferty, « Toward a Phylogenetic Classification of the Ephemeroptera (Insecta): a Commentary on Systematics », Annals of the Entomological Society of America, College Park, Société d'entomologie d'Amérique et OUP, vol. 84, no 4,‎ 1er juillet 1991, p. 343-360 (ISSN 0013-8746 et 1938-2901, OCLC 1145791, DOI 10.1093/AESA/84.4.343).